# Fiat 600
Фіат 600 (італ. Seicento вимовляється як [ˌsɛiˈtʃɛnto]; «Сейченто») — міський задньодвигунний автомобіль італійського автовиробника Фіат, що вироблявся з 1955 по 1969 рік. Окрім того, Fiat 600 вироблявся за ліцензією компанією SEAT та фактично став її першою моделлю, що збиралася на конвеєрі в Іспанії більше 60 років тому, та є предметом спадщини SEAT.

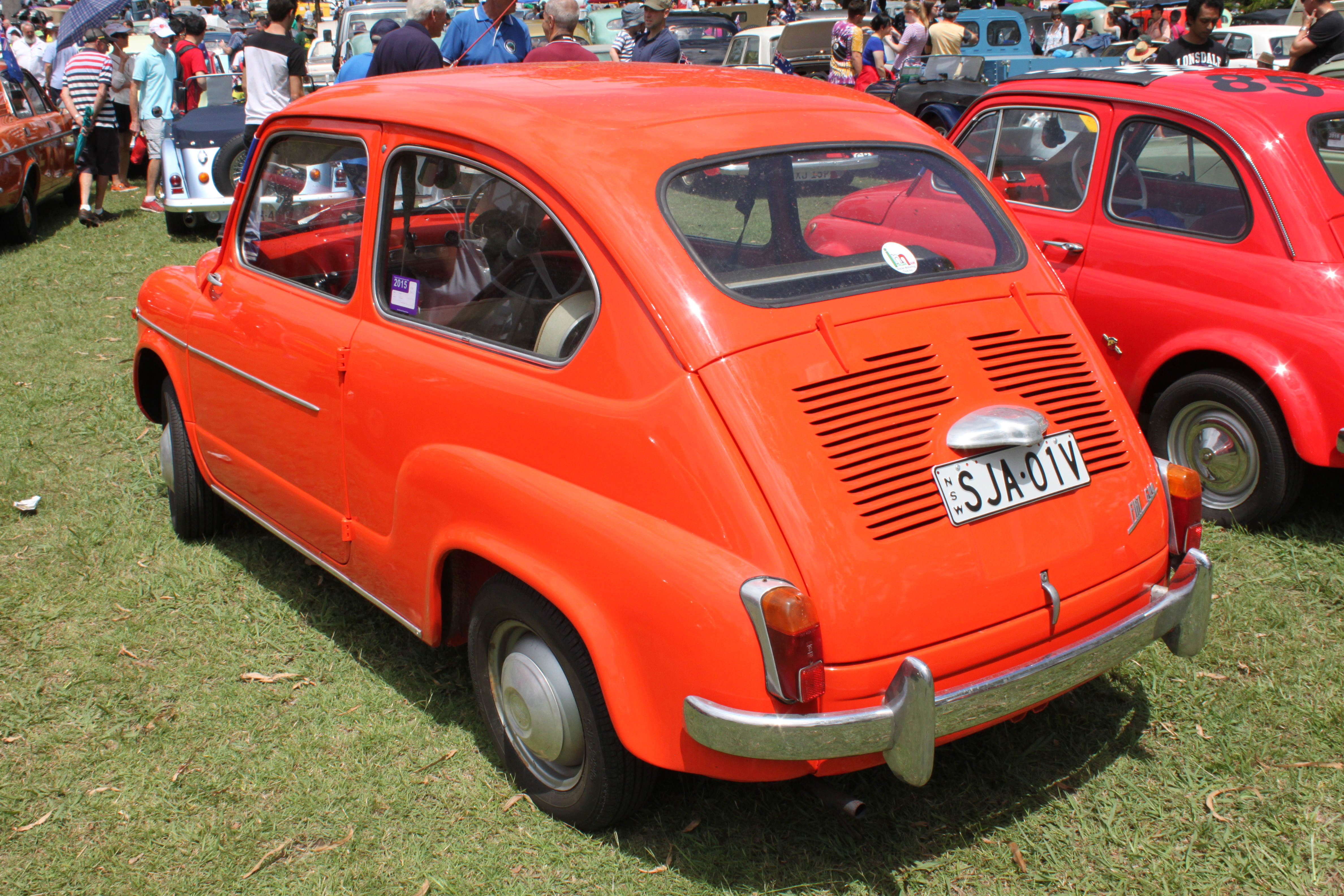
1955 Fiat 600

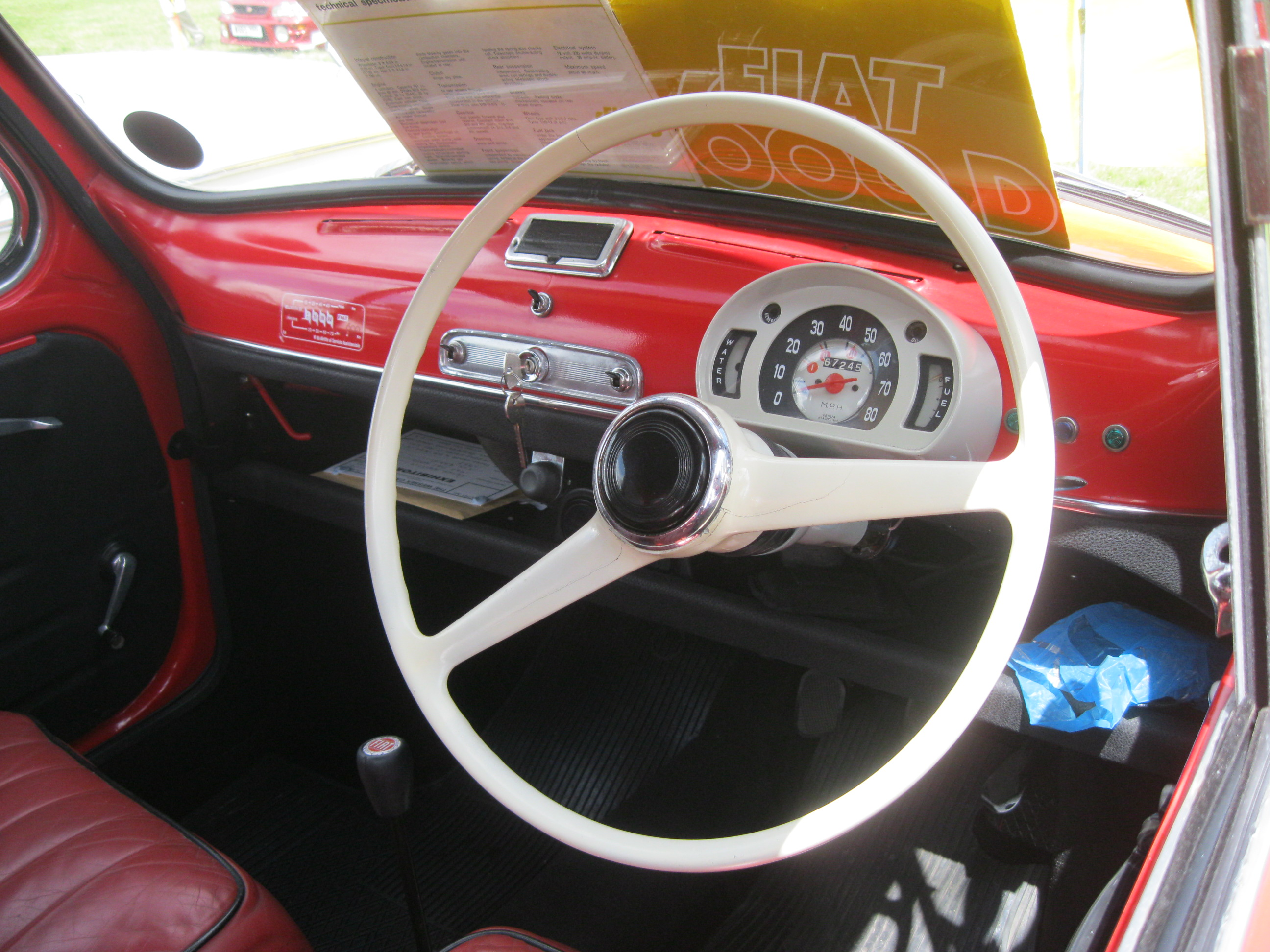

Автомобіль «Фіат 600» став прототипом для радянських автомобілів ЗАЗ-965 «Запорожець» від Запорізького автомобілебудівного заводу та «Москвич-444», який серійно так і не вироблявся.
Задньопривідний чотиримісний автомобіль Фіат 600 мав довжину 3,29 м, ширину 1,40 м, розташований ззаду чотирициліндровий бензиновий двигун об'ємом 633 см3 потужністю 23 к.с., розвивав максимальну швидкість 100 км/год.
Продавався за ціною, еквівалентною 6700 € або $ 7300 (590 тис. лір).
У 1960-х, 1970-х і 1980-х машина була дуже популярна в країнах Латинської Америки, особливо в Аргентині, де йому дали прізвисько «Фітіто» - зменшувальне від «Фіат».
Про колишню популярність автомобіля в самій Італії свідчить той факт, що його назва як один з символів Італії того часу згадується у відомій пісні Тото Кутуньо «Італієць» (L'italiano):
 Buongiorno Italia col caffe 'ristretto

Le calze nuove nel primo cassetto

Con la bandiera in tintoria

E una Seicento giu'di carrozzeria

## Двигуни
- 633 см3 Tipo 100 OHV I4 21,5 к.с. 45 Нм
- 767 см3 Tipo 100 OHV I4 32 к.с. 56 Нм
- 843 см3 Tipo 100 R7.038 OHV I4 32 к.с. 51 Нм (600S)

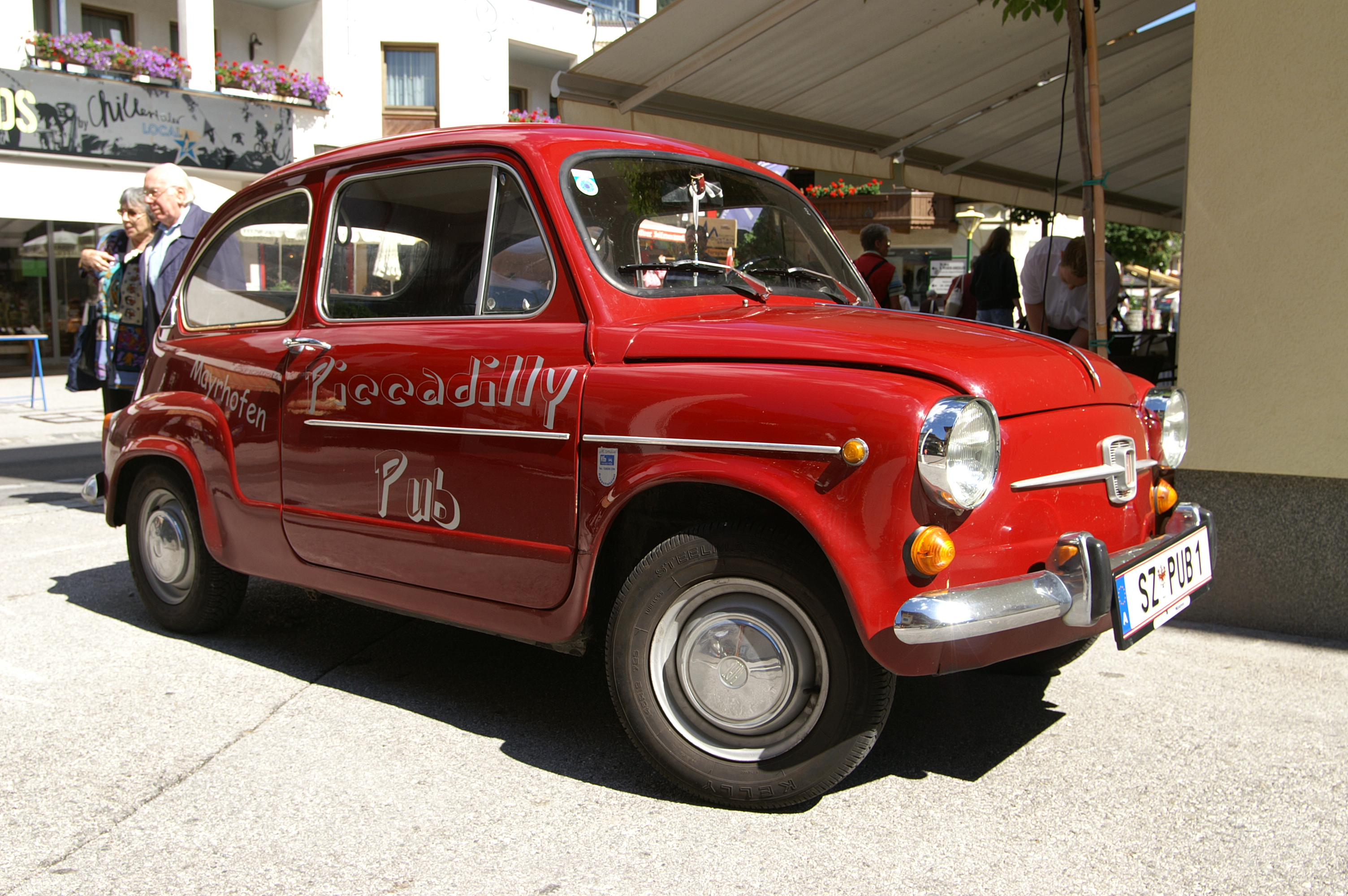
Fiat 770 s
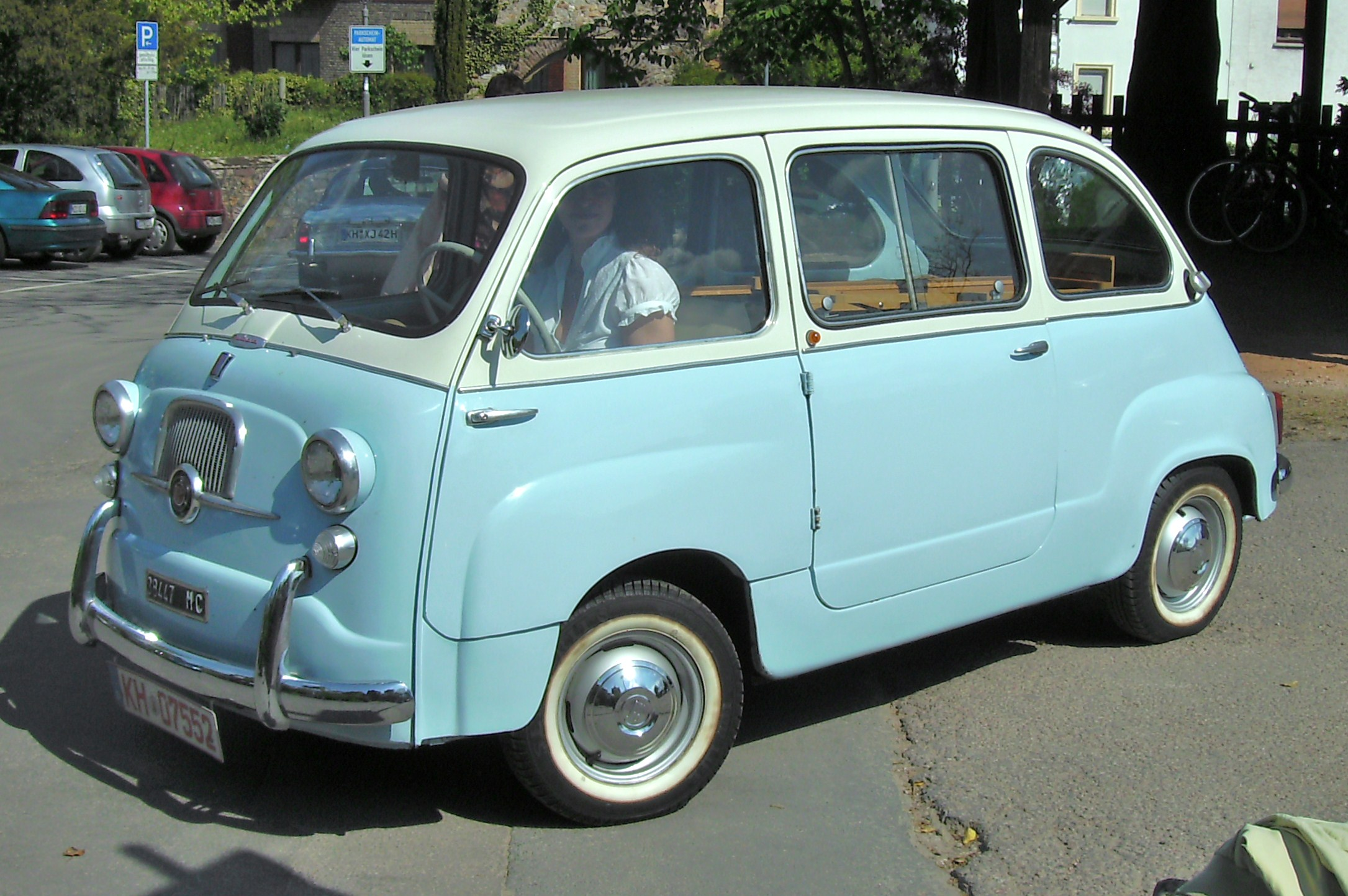
Fiat 600 Multipla
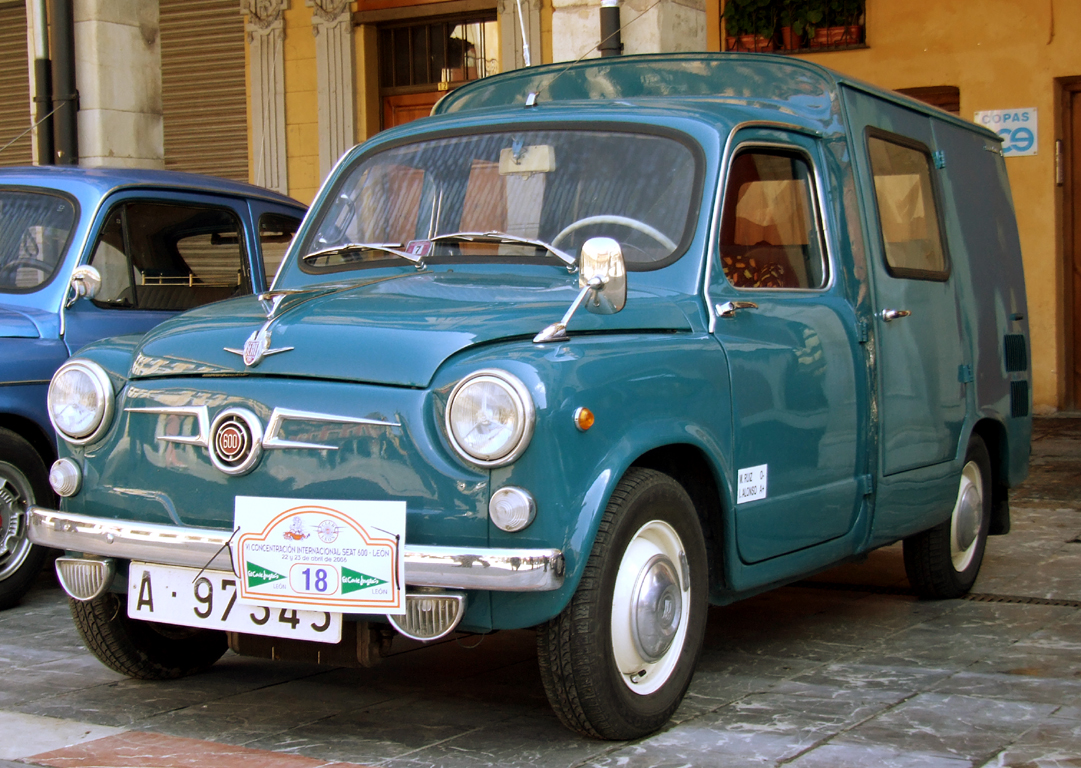
Seat 600 Furgonata
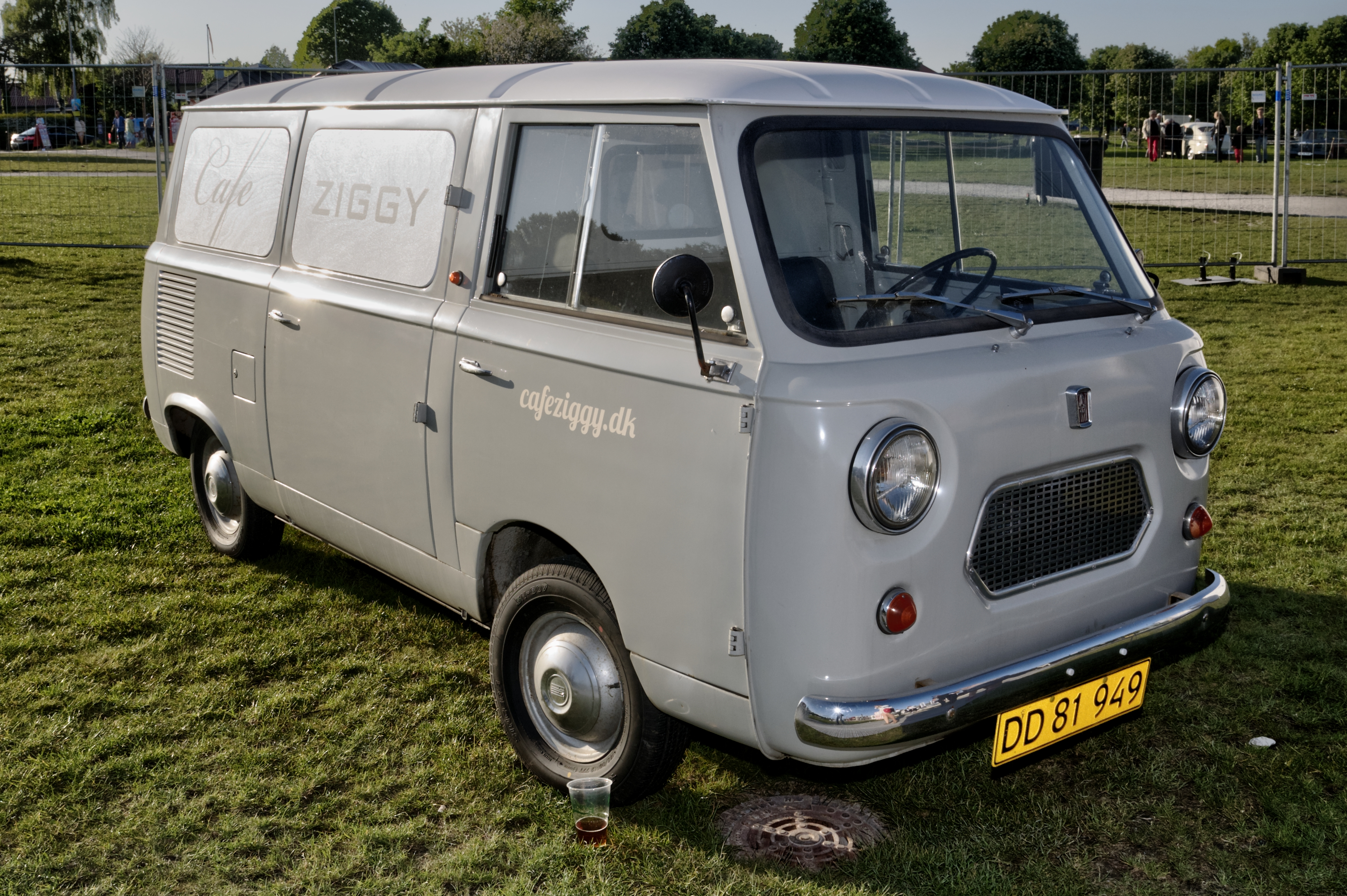
Fiat 600T
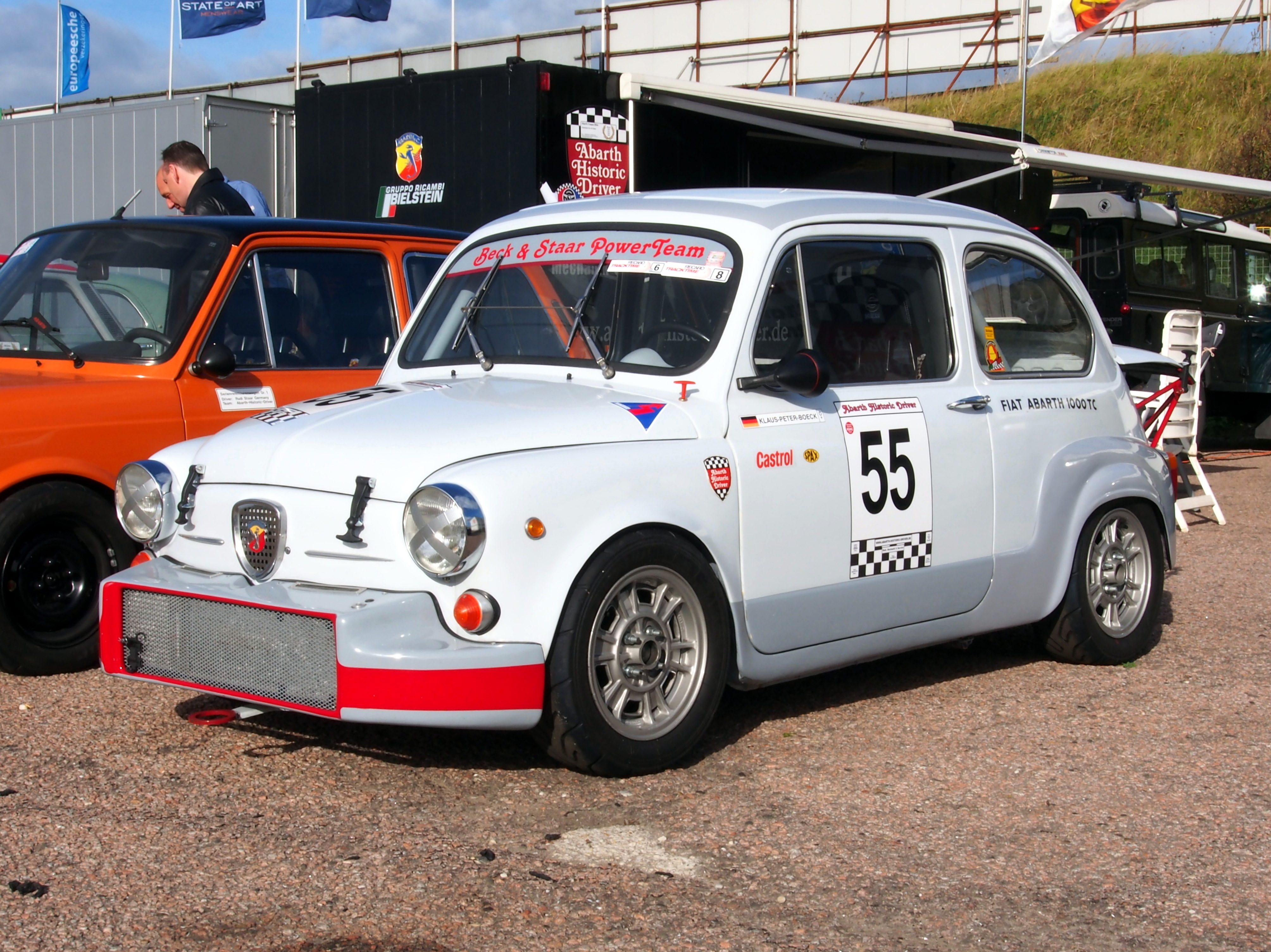
Fiat Abarth 1000 TC Grey

## Fiat 600 Jolly

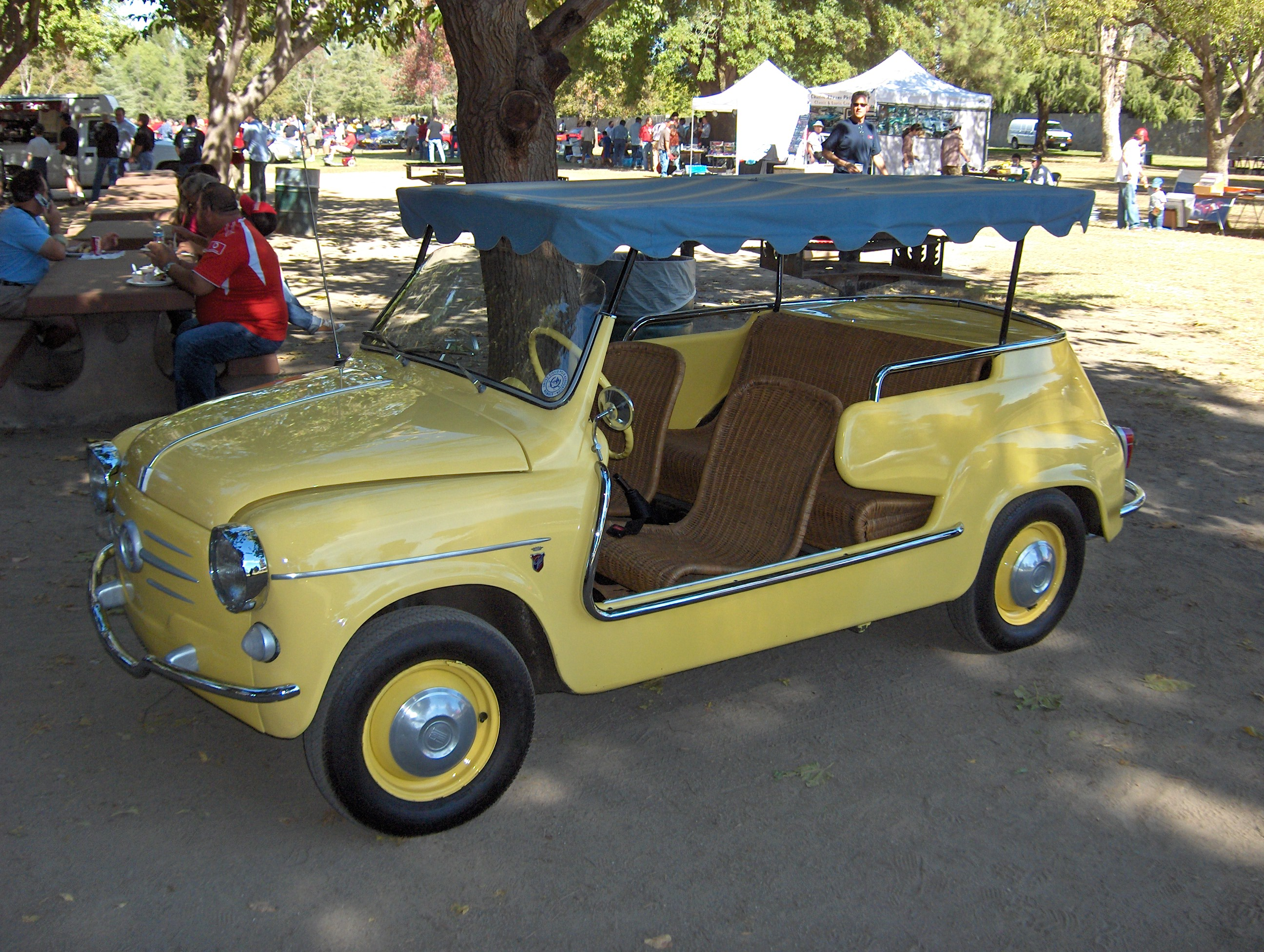
Fiat 600 "Jolly"

У 1958 році було передано більше десятка моделей FIAT 600 дизайнерській студії Ghia, щоб переобладнати їх в кабріолети. Ці автомобілі мали плетені сидіння, тканинні дахи та інакші бампери. У зв'язку з ціною майже вдвічі вищою за стандартні 600, було створено дуже невелику кількість цих машин. Між 1958—1962 роками 32 екземпляри Jolly використовувалися як таксі на острові Каталіна, США.

## Виробництво
- Італія  - Fiat: 2.695.197
- Іспанія  - Fiat/Seat: 814.926
- Німеччина  - Fiat Neckar: ~ 172.000
- Югославія - Zastava: 923.487
- Аргентина - Sevel: 304.016
- Чилі - Fiat: ~ 12.000
- Весь світ: > 4.921.626